# Monstera filamentosa
Monstera filamentosa Croat & Grayum – gatunek wieloletnich, wiecznie zielonych pnączy z rodziny obrazkowatych, pochodzący z obszaru od Kostaryki do północno-zachodniej Kolumbii, zasiedlający lasy deszczowe strefy równikowej.